# Lamentació sobre el Crist Mort
Lamentació sobre el Crist Mort (també conegut com a Crist Mort o Lamentació de Crist) és una pintura de l'artista renaixentista Andrea Mantegna. Completada durant la dècada del 1480, representa el cos de Crist sobre un marbre, vetllat per la Verge Maria i Sant Joan apòstol. Està exposat a la Pinacoteca de Brera a Milà.
Es tracta d'un tema comú en el Renaixement (la lamentació sobre Crist mort, amb precedents des de Giotto) però mai fins llavors s'havia reflectit d'una manera tan rotunda el caràcter definitiu de la mort.
En un fort contrast de llums i ombres, l'escena transmet un profund sofriment i desolació. La tragèdia es potencia dramatitzant la figura de Crist per la seva violenta perspectiva i la distorsió dels seus detalls anatòmics, especialment el tòrax. Els estigmes de les mans i els peus estan representats sense idealisme ni retòrica. El llençol que cobreix parcialment el cadàver, pintat en els mateixos tons que el cos, contribueix a l'efecte colpidor del conjunt que conclou en els trets del cap, inclinat i immòbil. Un detall molt particular és la composició que situa els genitals de Crist al centre del quadre.
La pintura, comparada amb les concepcions artístiques pròpies de l'edat mitjana, mostra una innovació pròpia del Renaixement en representar una figura humana sense simbolismes. Mantegna es va concentrar de forma molt específica a retratar el trauma físic més que l'emotiu, contrari, per tant, a l'ideal espiritual.
Probablement el quadre estava destinat a la capella funerària del propi Mantegna. Va ser trobat pels seus fills en el seu estudi i venut per pagar els seus deutes.